# Campionato mondiale Supersport
Il Campionato mondiale Supersport, spesso abbreviato con la sigla SSP, è una competizione motociclistica destinata a modelli di moto derivati dalla produzione di serie. Il calendario si affianca a quello del campionato mondiale Superbike; le due categorie si differenziano principalmente per la cilindrata.
Oltre al mondiale Supersport, viene annualmente organizzato un mondiale 300, un Europeo Velocità e numerosi trofei nazionali.

## Regolamento
Fino al termine della stagione 2021 il Campionato è stato riservato a motori a 4 tempi con le seguenti specifiche tecniche:
| Classe         | Cilindri | Cilindrata | Cilindrata | Peso minimo |
| Classe         | Cilindri | da         | a          | Peso minimo |
| -------------- | -------- | ---------- | ---------- | ----------- |
| Supersport 600 | 2        | 600        | 750        | 161 kg      |
| Supersport 600 | 3        | 500        | 675        | 161 kg      |
| Supersport 600 | 4        | 400        | 600        | 161 kg      |

Sempre secondo regolamento approvato dalla Federazione Internazionale Motociclismo, la distanza percorsa per ogni gara deve essere almeno di 85Km fino ad un massimo di 110 km e, per iscriversi, i piloti devono aver compiuto almeno il sedicesimo anno d'età.

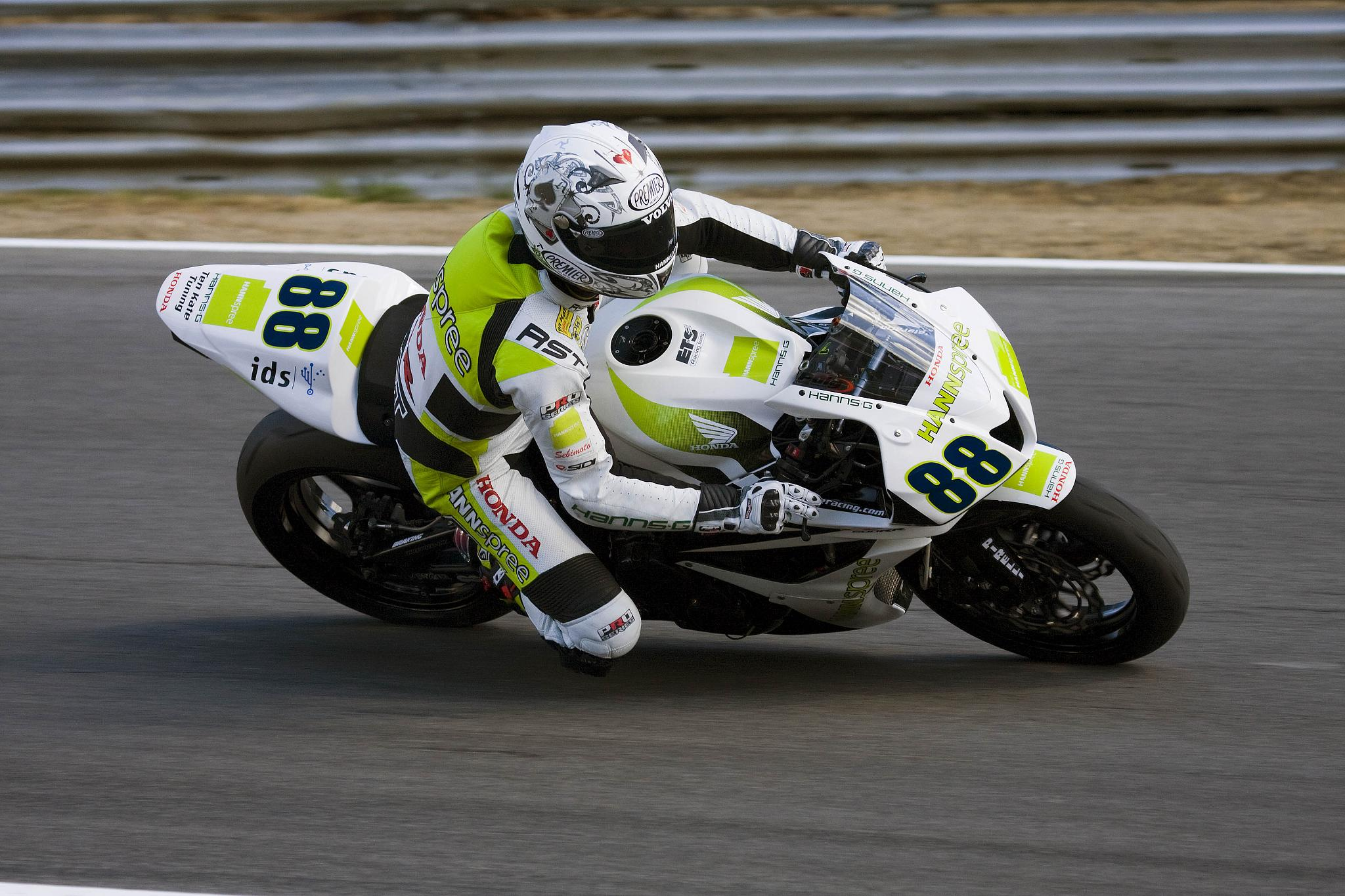
Andrew Pitt, campione mondiale 2008 durante le prove del GP di Brands Hatch.

Le moto ammesse a correre in questa categoria possono essere profondamente elaborate rispetto ai modelli di serie intervenendo su motore, cambio, sospensioni e freni. L'entità delle elaborazioni non arriva, comunque, agli estremi raggiunti nel mondiale Superbike.
Così come è avvenuto nel Campionato mondiale Superbike, anche nella supersport dal 2004 è stato introdotto il fornitore unico di pneumatici, la gara di appalto, anche per questa categoria, è stata vinta dalla Pirelli. In ogni caso le Supersport (così come le Superstock) non possono utilizzare le gomme slick. Gli pneumatici ammessi hanno mescola libera, ma battistrada intagliato sulla base del disegno di una gomma di serie.

### Supersport Next Generation
A partire dalla stagione 2022 su richiesta delle case alla FIM, vengono prese in considerazione motociclette al di fuori della classificazione originale della classe. Tali motociclette vengono identificate come motociclette "Supersport Next Generation" e possono sforare i limiti di cubatura imposte dalla classe, con la FIM che si impegna ad attuare delle regole di bilanciamento, in particolar modo sui giri motore, per non favorire le moto di cilindrata superiore.

## Origini
La prima categoria di questo genere ad affacciarsi al mondo delle competizioni di velocità è stata la TT Formula 2, che prevedeva motori di media cilindrata derivati dalla serie e ciclistiche libere. Il primo campionato mondiale organizzato dalla FIM per queste moto si è tenuto nel 1977. La categoria non ha conosciuto il successo sperato nonostante l'impegno di alcune case a schierare moto ufficiali. La TT Formula 2 è stata quindi abbandonata alla fine del 1986.
A colmare l'evidente vuoto lasciato dalla cancellazione della TT2 è stata l'introduzione del campionato europeo Supersport a partire dal 1990, in concomitanza con l'avvio dell'Europeo Superbike (campionato tenutosi per 8 anni). L'interesse verso le moto di "media cilindrata" derivate dalla serie cresce e nel 1995 viene istituito anche il Thunderbike Trophy, una competizione di livello europeo riservata a motociclette da 600 cm³ con motori a quattro tempi con quattro cilindri concorrente all'Europeo Supersport. Tale campionato, organizzato dalla società spagnola Dorna Sports di Carmelo Ezpeleta e inserito nel contesto delle gare del motomondiale, ha però vita brevissima e infatti già alla fine del 1996 (alla sua seconda edizione) chiude i battenti a causa di un contenzioso creatosi tra la Federazione Motociclistica Internazionale e quella italiana, con quest'ultima che criticò aspramente la decisione di aprire all'utilizzo di moto derivate dalla serie nel motomondiale.
La Supersport ha finalmente assunto lo status di campionato del mondo nel 1997 con la denominazione Supersport World Series, diventata due anni dopo "Supersport World Championship" con il riconoscimento ufficiale da parte della FIM.

## Albo d'oro[5]

### Albo d'oro piloti
| Anno | Pilota                | Punti | Motocicletta       | Squadra                     |
| ---- | --------------------- | ----- | ------------------ | --------------------------- |
| 1997 | Paolo Casoli          | 145   | Ducati 748         | Gio. Ca. Moto               |
| 1998 | Fabrizio Pirovano     | 171   | Suzuki GSX-R600    | Alstare Corona              |
| 1999 | Stéphane Chambon      | 153   | Suzuki GSX-R600    | Suzuki Alstare              |
| 2000 | Jörg Teuchert         | 136   | Yamaha YZF R6      | Alpha Technik Yamaha        |
| 2001 | Andrew Pitt           | 149   | Kawasaki ZX 6R     | Fuchs Kawasaki              |
| 2002 | Fabien Foret          | 186   | Honda CBR 600F     | Ten Kate Honda              |
| 2003 | Chris Vermeulen       | 201   | Honda CBR 600RR    | Ten Kate Honda              |
| 2004 | Karl Muggeridge       | 207   | Honda CBR 600RR    | Ten Kate Honda              |
| 2005 | Sébastien Charpentier | 210   | Honda CBR 600RR    | Winston Ten Kate Honda      |
| 2006 | Sébastien Charpentier | 194   | Honda CBR 600RR    | Winston Ten Kate Honda      |
| 2007 | Kenan Sofuoğlu        | 276   | Honda CBR 600RR    | Hannspree Ten Kate Honda    |
| 2008 | Andrew Pitt           | 214   | Honda CBR 600RR    | Hannspree Ten Kate Honda    |
| 2009 | Cal Crutchlow         | 243   | Yamaha YZF R6      | Yamaha World Supersport     |
| 2010 | Kenan Sofuoğlu        | 263   | Honda CBR 600RR    | HANNspree Ten Kate Honda    |
| 2011 | Chaz Davies           | 206   | Yamaha YZF R6      | Yamaha ParkinGO             |
| 2012 | Kenan Sofuoğlu        | 231   | Kawasaki ZX-6R     | Kawasaki Lorenzini          |
| 2013 | Sam Lowes             | 250   | Yamaha YZF R6      | Yakhnich Motorsport         |
| 2014 | Michael van der Mark  | 230   | Honda CBR600RR     | Pata Honda World Supersport |
| 2015 | Kenan Sofuoğlu        | 233   | Kawasaki ZX-6R     | Kawasaki Puccetti Racing    |
| 2016 | Kenan Sofuoğlu        | 216   | Kawasaki ZX-6R     | Kawasaki Puccetti Racing    |
| 2017 | Lucas Mahias          | 190   | Yamaha YZF R6      | GRT Yamaha                  |
| 2018 | Sandro Cortese        | 208   | Yamaha YZF R6      | Kallio Racing               |
| 2019 | Randy Krummenacher    | 213   | Yamaha YZF R6      | Bardahl Evan Bros.          |
| 2020 | Andrea Locatelli      | 333   | Yamaha YZF R6      | Bardahl Evan Bros.          |
| 2021 | Dominique Aegerter    | 417   | Yamaha YZF R6      | Ten Kate Racing Yamaha      |
| 2022 | Dominique Aegerter    | 498   | Yamaha YZF R6      | Ten Kate Racing Yamaha      |
| 2023 | Nicolò Bulega         | 503   | Ducati Panigale V2 | Aruba.it Racing             |
| 2024 | Adrián Huertas        | 439   | Ducati Panigale V2 | Aruba.it Racing             |

### Albo d'oro coppa Europa
- Dall'edizione 2020, pur mantendendo lo stesso regolamento, è denominata World Supersport Challenge.

| Anno | Pilota            | Punti | Motocicletta        | Squadra                 |
| ---- | ----------------- | ----- | ------------------- | ----------------------- |
| 2016 | Axel Bassani      | 55    | Kawasaki ZX-6R      | San Carlo Team Italia   |
| 2017 | Hannes Soomer     | 28    | Honda CBR600RR      | WILSport Racedays       |
| 2018 | Rob Hartog        | 27    | Kawasaki ZX-6R      | Hartog - Against Cancer |
| 2019 | Kyle Smith        | 17    | Kawasaki ZX-6R      | Pedercini Racing        |
| 2020 | Kevin Manfredi    | 39    | Yamaha YZF-R6       | Altogo Racing           |
| 2021 | Kevin Manfredi    | 36    | Yamaha YZF-R6       | Altogo Racing           |
| 2022 | Bahattin Sofuoğlu | 72    | MV Agusta F3 800 RR | MV Agusta Reparto Corse |
| 2023 | Tom Booth-Amos    | 56    | Kawasaki ZX-6R      | Motozoo ME AIR Racing   |
| 2024 | Simone Corsi      | 60    | Ducati Panigale V2  | Renzi Corse             |

### Albo d'oro costruttori
| Anno | Costruttore | Punti | Motocicletta |
| ---- | ----------- | ----- | ------------ |
| 1997 | Ducati      | 223   | 748          |
| 1998 | Suzuki      | 207   | GSX-R600     |
| 1999 | Yamaha      | 235   | YZF-R6       |
| 2000 | Yamaha      | 225   | YZF-R6       |
| 2001 | Yamaha      | 219   | YZF-R6       |
| 2002 | Suzuki      | 229   | GSX-R600     |
| 2003 | Honda       | 247   | CBR6000RR    |
| 2004 | Honda       | 204   | CBR6000RR    |
| 2005 | Honda       | 270   | CBR6000RR    |
| 2006 | Honda       | 277   | CBR6000RR    |
| 2007 | Honda       | 296   | CBR6000RR    |
| 2008 | Honda       | 315   | CBR6000RR    |
| 2009 | Honda       | 297   | CBR6000RR    |
| 2010 | Honda       | 320   | CBR6000RR    |
| 2011 | Yamaha      | 251   | YZF-R6       |
| 2012 | Honda       | 287   | CBR600RR     |
| 2013 | Kawasaki    | 270   | ZX-6R        |
| 2014 | Honda       | 251   | CBR600RR     |
| 2015 | Kawasaki    | 237   | ZX-6R        |
| 2016 | Kawasaki    | 264   | ZX-6R        |
| 2017 | Yamaha      | 266   | YZF-R6       |
| 2018 | Yamaha      | 300   | YZF-R6       |
| 2019 | Yamaha      | 290   | YZF-R6       |
| 2020 | Yamaha      | 365   | YZF-R6       |
| 2021 | Yamaha      | 570   | YZF-R6       |
| 2022 | Yamaha      | 571   | YZF-R6       |
| 2023 | Ducati      | 540   | Panigale V2  |
| 2024 | Ducati      | 556   | Panigale V2  |

## Loghi

Logo della SSP usato fino al 2011
Logo della SSP usato dal 2012 al 2021